# Alignements de Kerzérho
Les alignements de Kerzerho (ou Kerzérho) est un site archéologique situé sur la commune d'Erdeven, dans le département français du Morbihan. L'ensemble du site, fragmenté entre plusieurs alignements mégalithiques, s'étire d'ouest en est sur environ 2,70 km et comprend environ 1 100 menhirs.

## Historique
Prosper Mérimée en donne une longue description dans son ouvrage Notes d'un voyage dans l'Ouest de la France publié en 1836. En 1852, Mérimée se plaint des agissements de l'administration départementale qui, lors de la construction de la route départementale reliant Erdeven et Plouharnel, aurait détruit l'extrémité occidentale de l'alignement. L'extrémité occidentale des alignements fait l'objet d'un classement au titre des monuments historiques par la liste de 1862 et en 1884 d'une restauration par Félix Gaillard, qui en donnera une description détaillée en 1892, restauration mal faite selon Zacharie Le Rouzic.

« Alignements de menhirs, comprenant 1100 blocs rangés en dix lignes se dirigeant d'abord vers l'Est jusqu'à Mané-Bras au 88e degré de la boussole ; puis vers le Sud-Est au 125e degré. Ces alignements ont une longueur de 2 100 m. La partie la plus importante est à l'Ouest près du chemin de grande communication n°20 où se trouve une ligne de menhirs dont trois dépassent 6 m de hauteur se dirigeant vers le Nord. Cette partie est acquise et restaurée par l'État. »

— Zacharie Le Rouzic

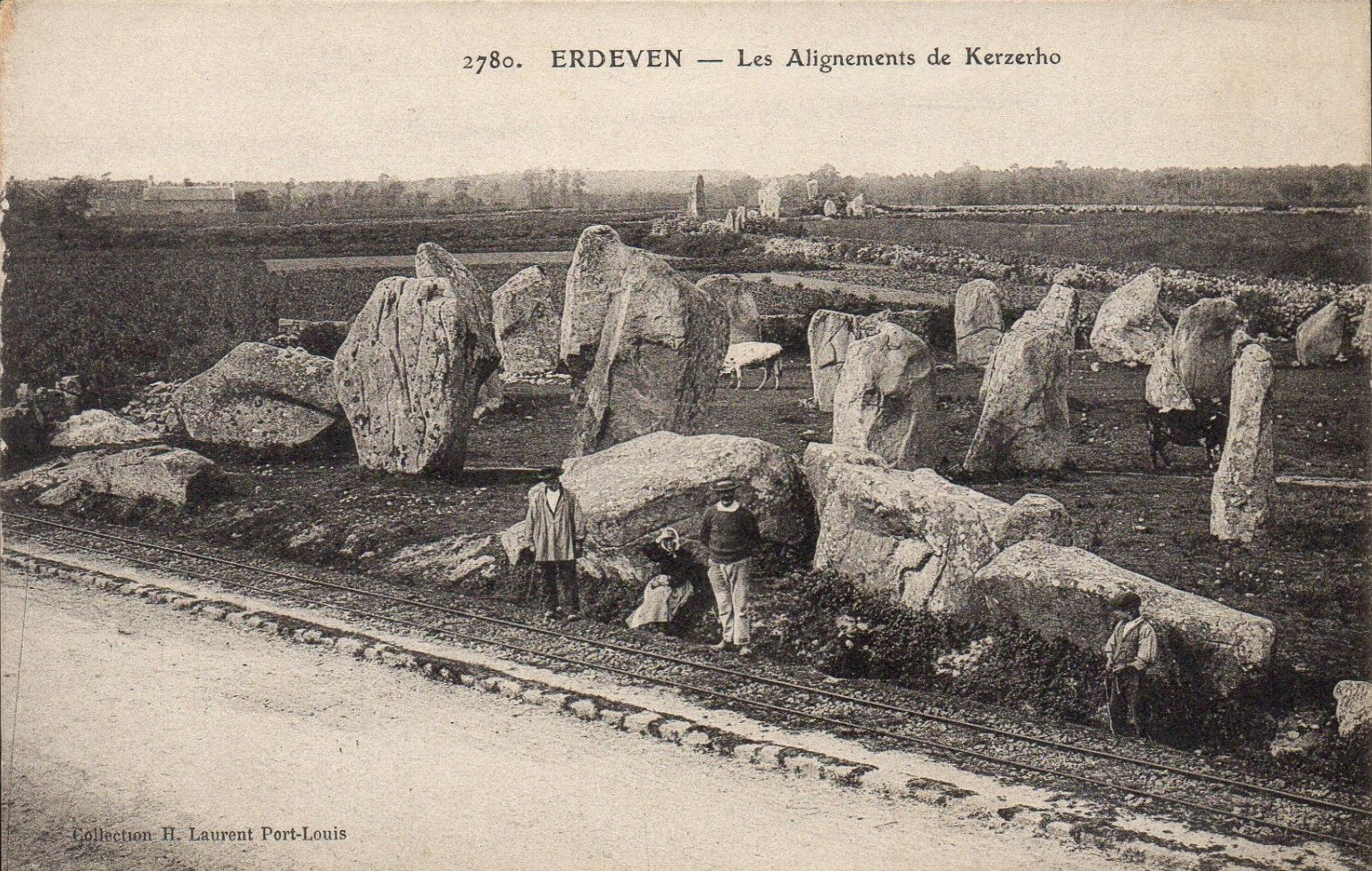
Alignement de Kerzerho en 1910.

En 2007, une campagne de prospection-inventaire a été réalisée dans ses zones boisées du site en lien avec l'ONF.

## Description
Le site correspond à un alignement principal qui s'étire d'ouest en est sur environ 2,70 km, mais au sud du site de Mané Bras, il forme un coude à 120° est sur environ 300 m de longueur puis reprend son orientation initiale jusqu'à son extrémité orientale. L'ensemble des alignements regroupe environ 1 100 menhirs mais des blocs ont été enlevés autrefois par des paysans lors de la mise en culture des parcelles et par des carriers venus s'approvisionner en pierres. L'alignement principal est morcelé dans sa longueur en plusieurs tronçons, interprétés parfois comme autant d'alignements distincts (Kerzerho, Kerjean, Kerbernès, Mané-Braz, Coët er Blei et Bovelane) et comporte aussi plusieurs autres menhirs plus ou moins isolés.

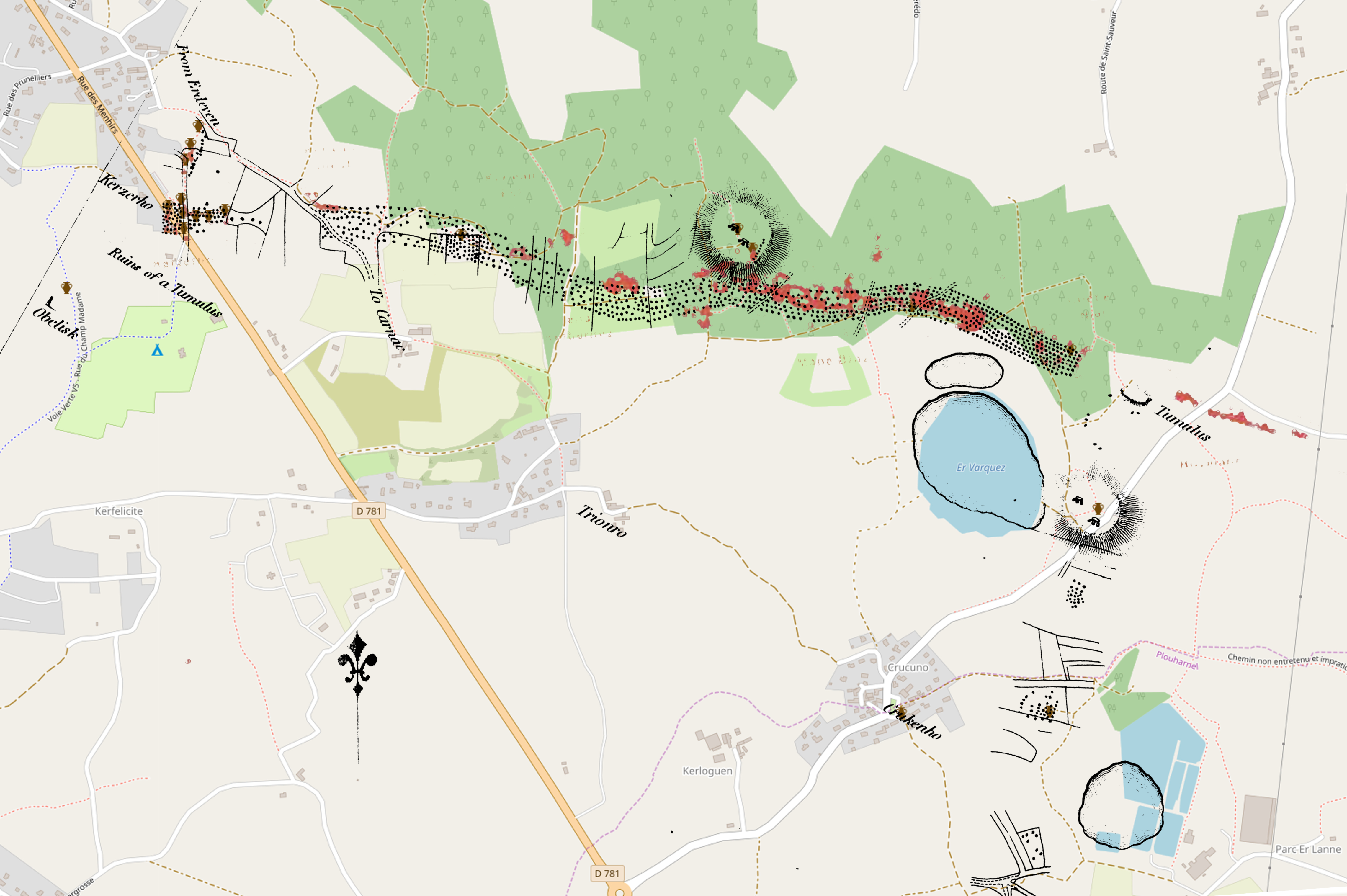
État approximatif du site, en 1832, d'après le plan de Murray Vicars (les points rouges correspondent aux mégalithes toujours sur place, d'après le relevé du Service régional de l'archéologie de Bretagne en 2007).

### Kerzerho ouest
L'extrémité occidentale est traversée par la route départementale RD 781 en direction du bourg de Plouharnel. Elle comporte 165 menhirs, répartis sur dix files plus ou moins parallèles, dont quatre à cinq plus longues, sur plus d'une centaine de mètres de long et sur 60 m de large au maximum. Elle concentre la plus grande partie des menhirs. Il est probable qu'elle était précédée, côté ouest, par une enceinte mégalithique, qui aurait été détruite lors de la construction de la route.

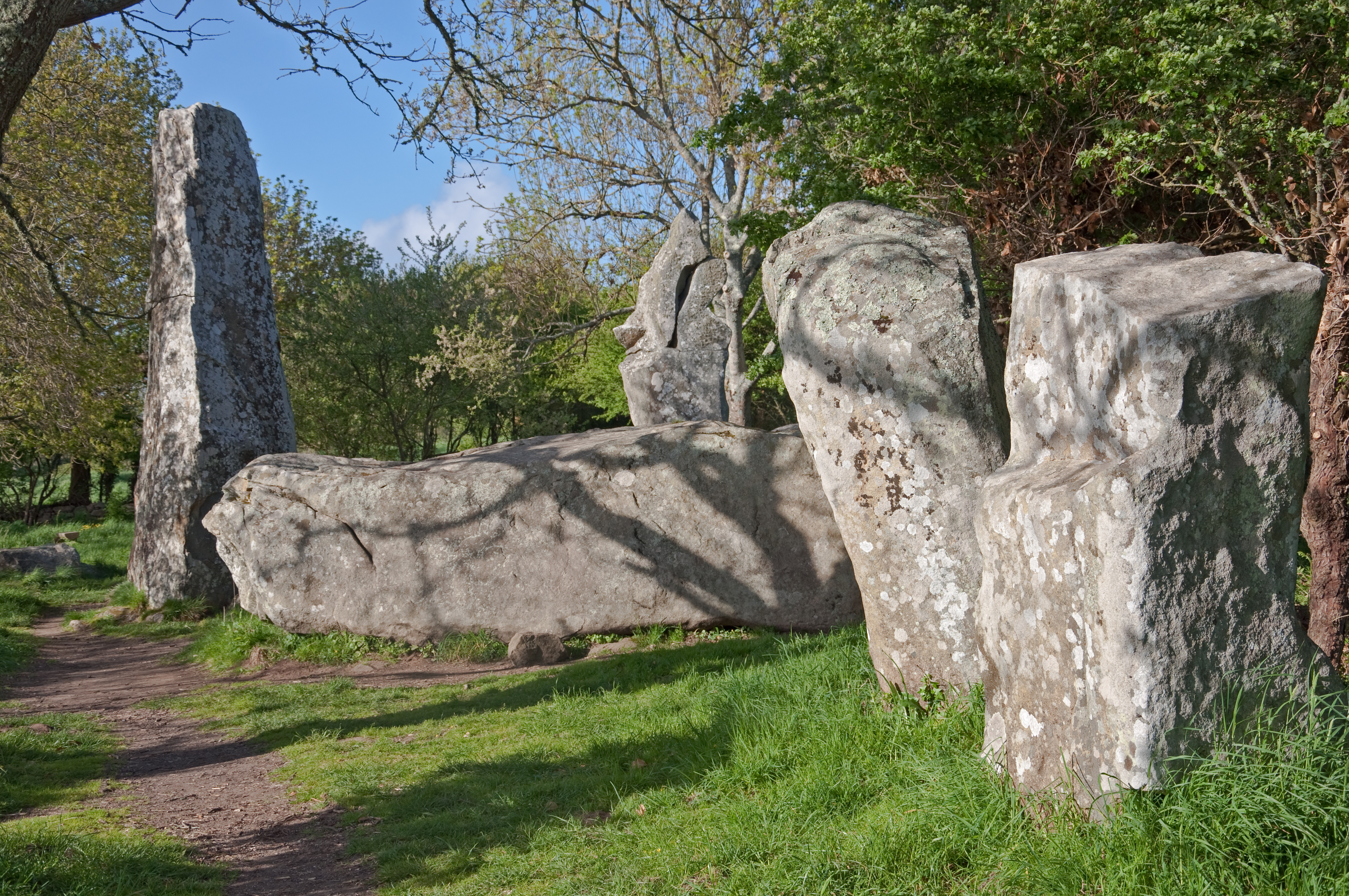
Géants de Kerzerho.

### Géants de Kerzerho et table du sacrifice
Ce petit alignement secondaire est situé à 75 m nord de l'extrémité occidentale. Il comporte 23 menhirs, dressés ou couchés, dont 3 dépassent les 6 m de hauteur connus sous le nom de « géants de Kerzerho » (dont un dénommé la Table du sacrifice). Selon Z. Le Rouzic, « le plus élevé des menhirs de la ligne Nord a été relevé à l'envers, la pointe devrait être dans le sol et le menhir devrait être dans l'alignement des autres. ». Ce petit alignement comporte deux originalités : outre son orientation nord-sud, l'une des pierres comporte une gravure du type « écusson » finement ouvragée, seul exemple d'art pariétal indiscutable connu dans les alignements mégalithiques de la région.

### Kerjean (ouest et est)
La section de Kerjean ouest est située dans une parcelle boisée privée. Elle regroupe 15 menhirs dont 3 encore debout. Les treize premiers sont alignés sur 55 m de long et orientés à 105° en bordure d'un chemin d’exploitation. L'un d'entre eux comporte des traces d'une tentative de débitage. Les deux derniers sont situés au nord-ouest de cet alignement. La section de Kerjean est, également connue sous le nom d'alignement de Kerjean, a été en partie aménagée pour le public. Elle regroupe au moins 50 menhirs recensés en trois ensembles, certains sont bien visibles car inclus dans des murets de séparation de parcelles mais la plupart sont couchés et masqués par la végétation.

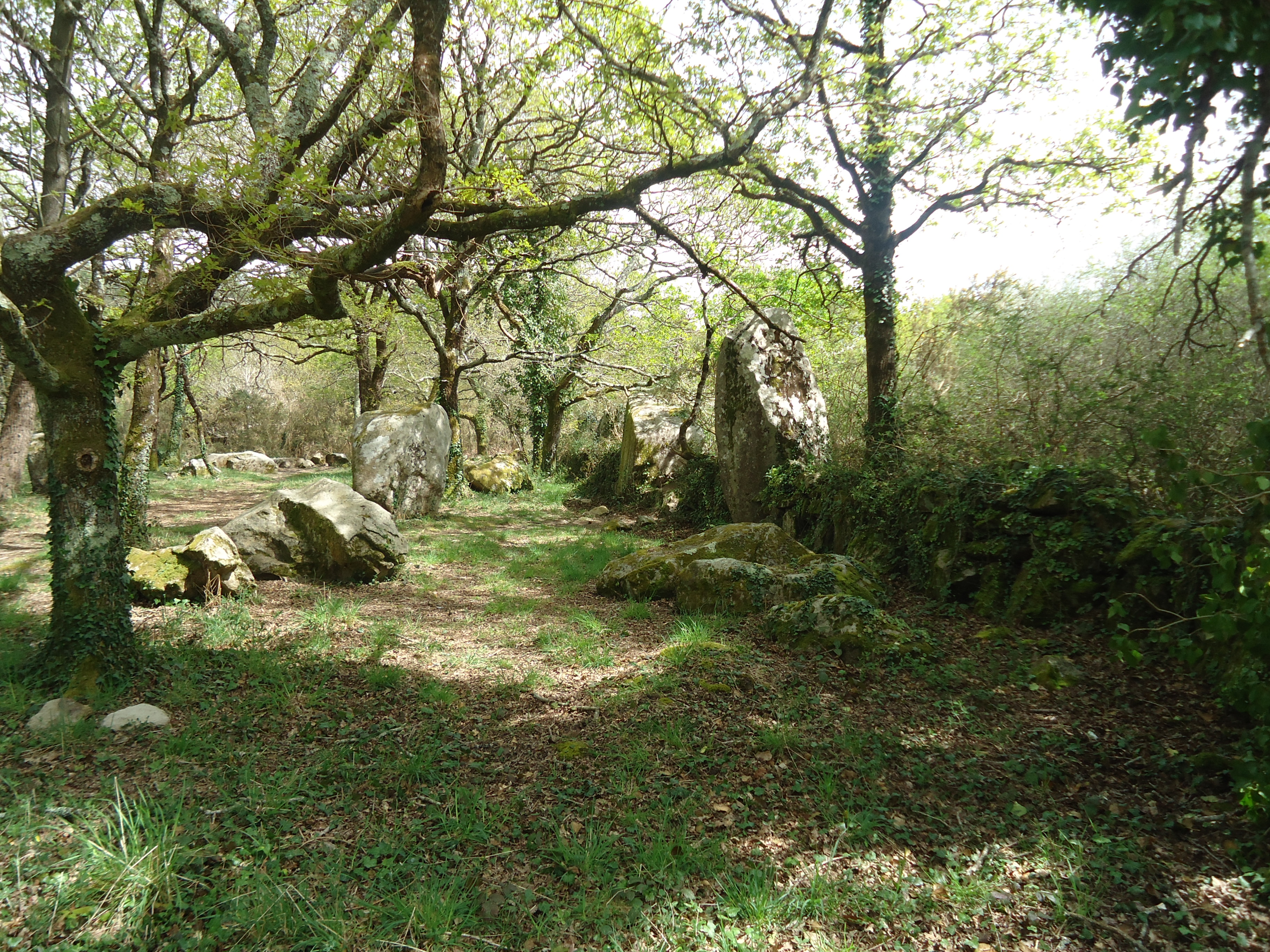
Alignement de Kerjean.

### Kerbernes
Cette partie centrale correspond à une parcelle cadastrale boisée délimitée par des murets en pierres sèches dans lesquels de gros blocs, correspondant probablement à d'anciens menhirs, ont été inclus. 52 menhirs et blocs y ont été recensés dont 8 encore dressés. La parcelle comprend au centre une dépression correspondant probablement à une ancienne carrière.

### Menhirs de Mané-Bras
Ils sont situés au point d'inflexion vers le nord de l'alignement. 364 menhirs (dont 116 encore dressés) ont été recensés sur une zone de 680 m de long et d'une largeur comprise entre 40 m et 70 m. Certains sont alignés en file sur plusieurs dizaines de mètres mais la végétation ne permet pas une bonne perception de l'ensemble. Globalement, les menhirs sont plus concentrés dans la partie orientale de la zone et plus dispersés dans sa partie occidentale. À l'ouest, une petite file de 10 menhirs (dont 8 debout) d’environ 20 m de long semble relier le sommet de la colline, où sont situés les dolmens, avec le reste des alignements. Elle pourrait correspondre au côté ouest d'une enceinte mégalithique décrite par Gaillard et Le Rouzic mais dont l'autre côté n'a pas été retrouvé. Trois menhirs de la partie occidentale comportent des traces de tentative de débitage et des dépressions plus ou moins importantes, correspondant à d'anciennes carrières probables, sont visibles. L'existence d'affleurement rocheux naturel complique la compréhension de l'ensemble.

### Coët er Blei
Le site a fait l'objet d'un relevé précis en 1998 conduisant au recensement de 131 menhirs, dont un est surnommé Chaise de César. La plupart des menhirs portent des traces de tentatives de débitage par des carriers. La prospection de 2007 a permis d'identifier, un peu plus au sud des menhirs déjà connus, 16 menhirs supplémentaires, tous couchés. Le site a été inscrit au titre des monuments historiques en juillet 2023.

### Bovelane
Cette zone comprend 67 blocs (dont 10 encore dressés) dans sa partie sud, constituant un alignement (avec des écarts allant jusqu'à 10 m de part et d'autre de l'axe principal orienté à 110° N) de 240 m de long. Un muret voisin, de 1 à 1,30 m de hauteur, sensiblement parallèle à cette ligne, comporte tout du long plusieurs blocs identifiés comme des menhirs probables sans qu'il soit possible de savoir si le muret a été construit autour de cette seconde file ou avec des blocs de la première file. Au nord de cette première zone, 24 blocs supplémentaires (dont 2 encore debout), comportant la même orientation (110° N) et plusieurs blocs déplacés en bordure de champ ont été recensés.

## Folklore
Selon la légende, les menhirs de Kerzérho seraient l'avant-garde des soldats romains pétrifiés par saint Cornély, dont le gros des troupes a constitué les alignements de Carnac.